# Room and Board
Pour plus de détails, voir Fiche technique et Distribution.
Room and Board est un film muet américain réalisé par Alan Crosland et sorti en 1921.

## Synopsis
Lady Noreen hérite d'un château, mais n'a pas d'argent pour l'entretenir. Elle le loue à un riche américain, et se fait passer pour une femme de chambre.

## Fiche technique
- Titre original : Room and Board
- Réalisation : Alan Crosland[2]

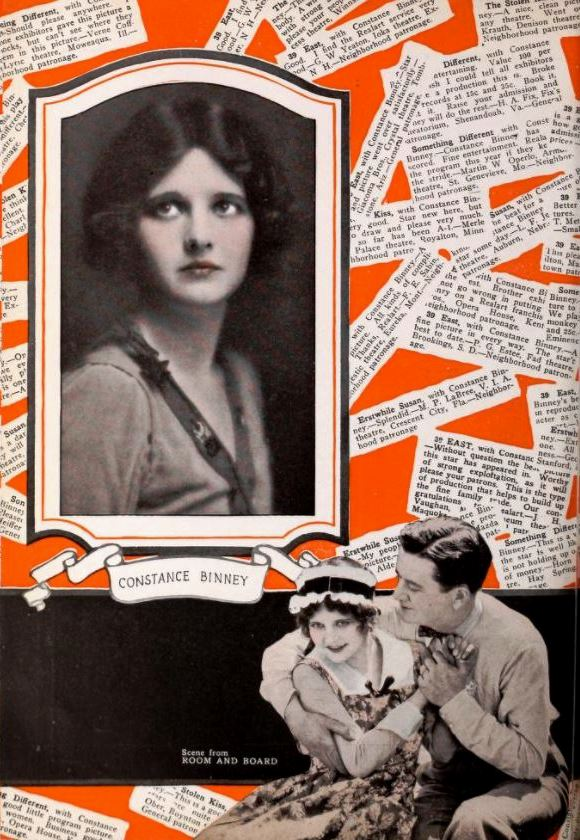
Annonce du film dans le magazine Exhibitors Herald.

- Scénario : Donnah Darrell, Charles E. Whittaker
- Photographie : George J. Folsey
- Production : Realart Pictures Corporation

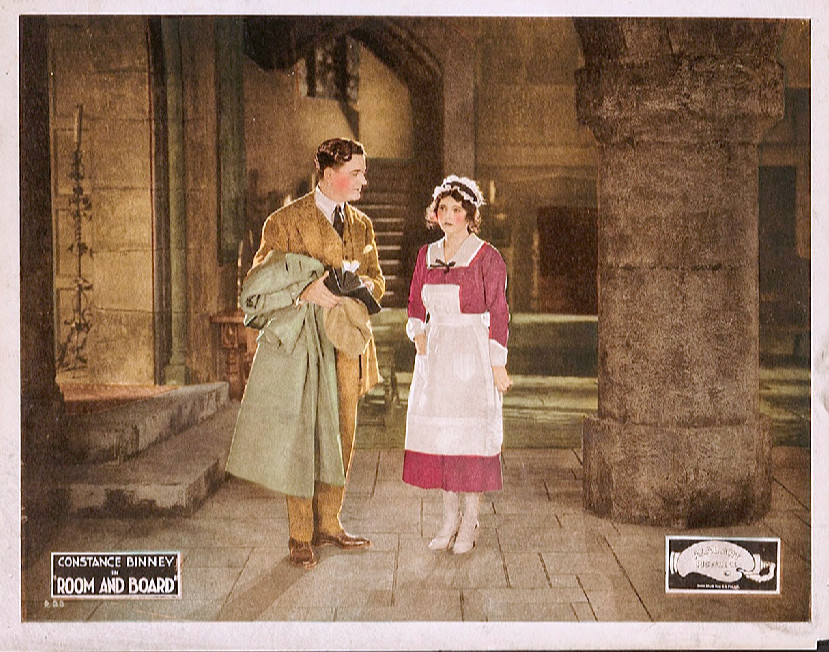
Carte promotionnelle du film.

- Musique : William Frederick Peters
- Distributeur : Paramount Pictures
- Durée : 50 minutes (5 bobines)
- Date de sortie : 17 août 1921

## Distribution
- Constance Binney : Lady Noreen
- Thomas Carrigan : Terrence O'Brienn
- Malcolm Bradley : Ephraim Roach
- Arthur Housman : Desmond Roach
- Jed Prouty : Robert Osborne
- Blanche Craig : Mary
- Ben Hendricks Jr. : Ryan
- Ellen Cassidy : Leila
- Arthur Barry : The Earl of Kildoran